# Codonopsis subscaposa
Codonopsis subscaposa är en klockväxtart som beskrevs av Vladimir Leontjevitj Komarov. Codonopsis subscaposa ingår i släktet Codonopsis, och familjen klockväxter. Inga underarter finns listade i Catalogue of Life.